# Konjevići (Bratunac)
Pour les articles homonymes, voir Konjevići.
Konjevići (en serbe cyrillique : Коњевићи) est un village de Bosnie-Herzégovine. Il est situé dans la municipalité de Bratunac et dans la république serbe de Bosnie. Selon les premiers résultats du recensement bosnien de 2013, il compte 785 habitants.

## Démographie

### Répartition de la population (1991)
En 1991, le village comptait 998 habitants, répartis de la manière suivante :